# Platystele calantha
Platystele calantha är en orkidéart som beskrevs av Pedro Ortiz Valdivieso. Platystele calantha ingår i släktet Platystele och familjen orkidéer. Inga underarter finns listade i Catalogue of Life.